# 祁水
祁水（きすい、Qi River、簡体字: 祁水、繁体字: 祁水、拼音: Qí shuǐ）は、中華人民共和国湖南省を流れる湘江の支流。別名を「小東江」ともいう。
湖南省の四明山の東の邵陽県の九塘坳を源流とする。邵陽県・祁東県・祁陽市を経て、祁陽市の市街地である浯渓街道の海水湾で湘江に合流する。全長は114キロメートル、流域面積は1,685平方キロメートル。祁東県・祁陽市の北西部の水田地帯に水を供給し、灌漑に重要な役割を果たしている。